# Créole de Guinée-Bissau
Le créole de Guinée-Bissau (en portugais : crioulo da Guiné-Bissau) est un créole à base lexicale portugaise parlé en Guinée-Bissau, au Sénégal et en Gambie. Ses locuteurs natifs en Guinée-Bissau l'appellent aussi kriol, kiriol ou kriolu. Le créole portugais au Sénégal et en Gambie s'appelle également créole portuguis.

## Géographie
Un dialecte du créole à base lexicale portugaise est également parlé dans le sud du Sénégal, principalement dans la région de Casamance, une ancienne colonie portugaise, connue sous le nom de créole portuguis de Casamance. Le créole est la langue majoritaire des habitants de la région de Casamance et est utilisé comme langue créole de commerce.

## Dialecte
Le créole de Guinée-Bissau et le créole du Cap-Vert, proches linguistiquement, forment ensemble le groupe des créoles de Haute-Guinée, les plus anciens créoles de langue portugaise. Il existe trois dialectes principaux du créole en Guinée-Bissau et au Sénégal :  
- dialecte de Bissau-Bolama
- dialecte de Bafata
- dialecte de Cacheu-Ziguinchor

Les langues des populations locales, Mandingues, Manjaques, Pepels, Mancagnes et autres forment la base du créole, mais la plus grande part du lexique, environ 80 %, provient du portugais.